# Радиссон (Квебек)
Радиссон (фр. Radisson) — населенный пункт квебекского муниципалитета Жамези, регион Север Квебека. Построен в 1974 году на южном берегу реки Гранд-Ривьер (Большой Реки), в нескольких километрах от южной границы округа Нунавик, на попути из города Монреаль в посёлок Саллуит на крайнем севере Квебека. Назван в честь франко-канадского мехоторговца и исследователя Пьера-Эспри Радиссона. Радиссон — самый северный преимущественно франкоязычный посёлок Квебека, всей Америки и мира. Он также является единственным преимущественно европейским посёлком к северу от 53-й параллели. Население 350 человек, из которых 200 обслуживают ГЭС Робер-Бурасса.